# اندیس کوه دم محمدی
کوه دم محمدی یک اندیس  است که در حوالی شهر جیان استان فارس قرار دارد سنگ میزبان این اندیس آهک است و دیرینگی آن به دوران پرمین می‌رسد. 